# Irène Popard

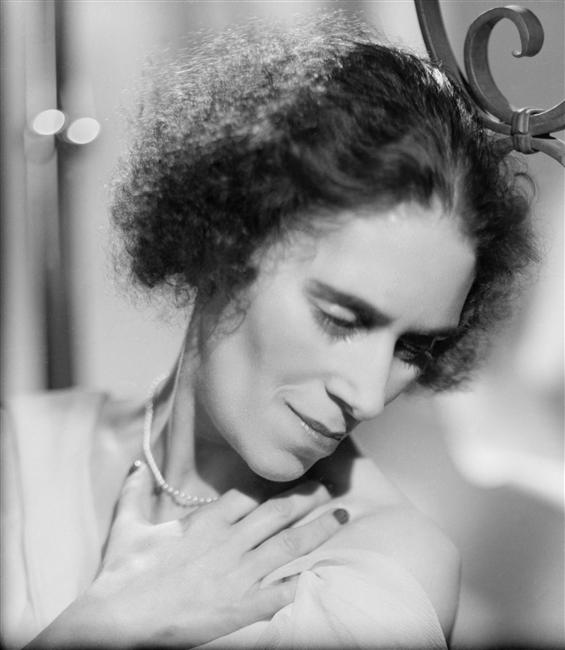
Irène Popard en 1940 (photo studio Harcourt)

Irène Popard, née Marie Louise Antoinette Lièvre le 30 septembre 1894 à Paris 17e, où elle est morte le 19 avril 1950, est la créatrice d'une méthode d'expression corporelle, la « gymnastique harmonique et rythmique », dite aussi « méthode Irène Popard ». Elle fonda sa propre école d'enseignement pédagogique à Paris.

## Biographie
Avant de se tourner vers la danse, Irène Popard fait des études de haute couture. Au début des années 1910, alors en séjour aux États-Unis, elle prend des cours avec Steele Mackaye et découvre la danseuse Isadora Duncan. De retour en France, Irène Popard poursuit ses études gymniques sous la direction de Georges Demenÿ, étudie la méthode Dalcroze. En 1914, elle donne ses premiers cours au lycée Lamartine à Paris et devient officiellement professeure de gymnastique diplômée l'année suivante. Elle devient alors la première femme diplômée de la Sorbonne en éducation physique et enseigne à Aubervilliers et l'université populaire de Saint-Denis.
Irène Popard enseigne également à l'École Française d'Assouplissement - Harmonie des Mouvements, rue de Naples, avec laquelle elle remporte les Meeting de sport féminin créé par Alice Milliat à Monte-Carlo en 1920.
En 1921, elle ouvre sa propre école et fonde l'Association de Gymnastique Harmonique et Rythmique (AFGHR) avec l'appui de l'Union chrétienne de Jeux Filles. Grâce à ces élèves, sa méthode se répand dans le monde entier où des écoles sont ouvertes. Sa méthode a pour but de dénouer « le corset qui entoure les corps et les âmes » des femmes de son époque.
Pendant la Seconde Guerre mondiale, elle travaille à l'École Normale Supérieure d'Éducation Physique et organise de très nombreux galas, en particulier à la salle Pleyel (mars 1941), au stade Pierre-de-Coubertin (mars 1942) ou au Gymnase Huyghens, ses préconisations s'accordant avec la politique hygiéniste et sportive que le Gouvernement de Vichy promeut dans le cadre de la Révolution nationale. En juillet 1942, Le Cri du peuple, organe de presse collaborationniste fondé par Jacques Doriot, la qualifie ainsi de « Grande française » soucieuse de « la beauté de la race », alors même que le ministre des Sports, Joseph Pascot, vient de lui confier la mission « [d'] aller dans les centres ruraux enseigner aux enfants et aux jeunes filles la gymnastique et harmonique, l'éducation physique », de « former des corps souples et sains et d'inculquer à ces jeunes l'amour de leur beau pays et de leurs provinces natales, ». En 1949, elle présente La Naissance des couleurs, composition réalisée à l'Opéra de Paris à la demande de Serge Lifar. Elle meurt en 1950 à l'âge de 55 ans et est enterrée au cimetière de Marcigny.

## Postérité
- Ses archives sont conservées au Centre national de la danse depuis 2008[1]
- Depuis 2016, un gymnase porte son nom à La Plaine Saint-Denis[5]
- Une place porte son nom à Marcigny.

## Distinctions
- Palme d'or de la Croix-Rouge française[1]
- 1934 : Chevalier de l'Ordre national de la Légion d'honneur[1]
- 1948 : Officier de l'Ordre national de la Légion d'honneur[1]